# Planika

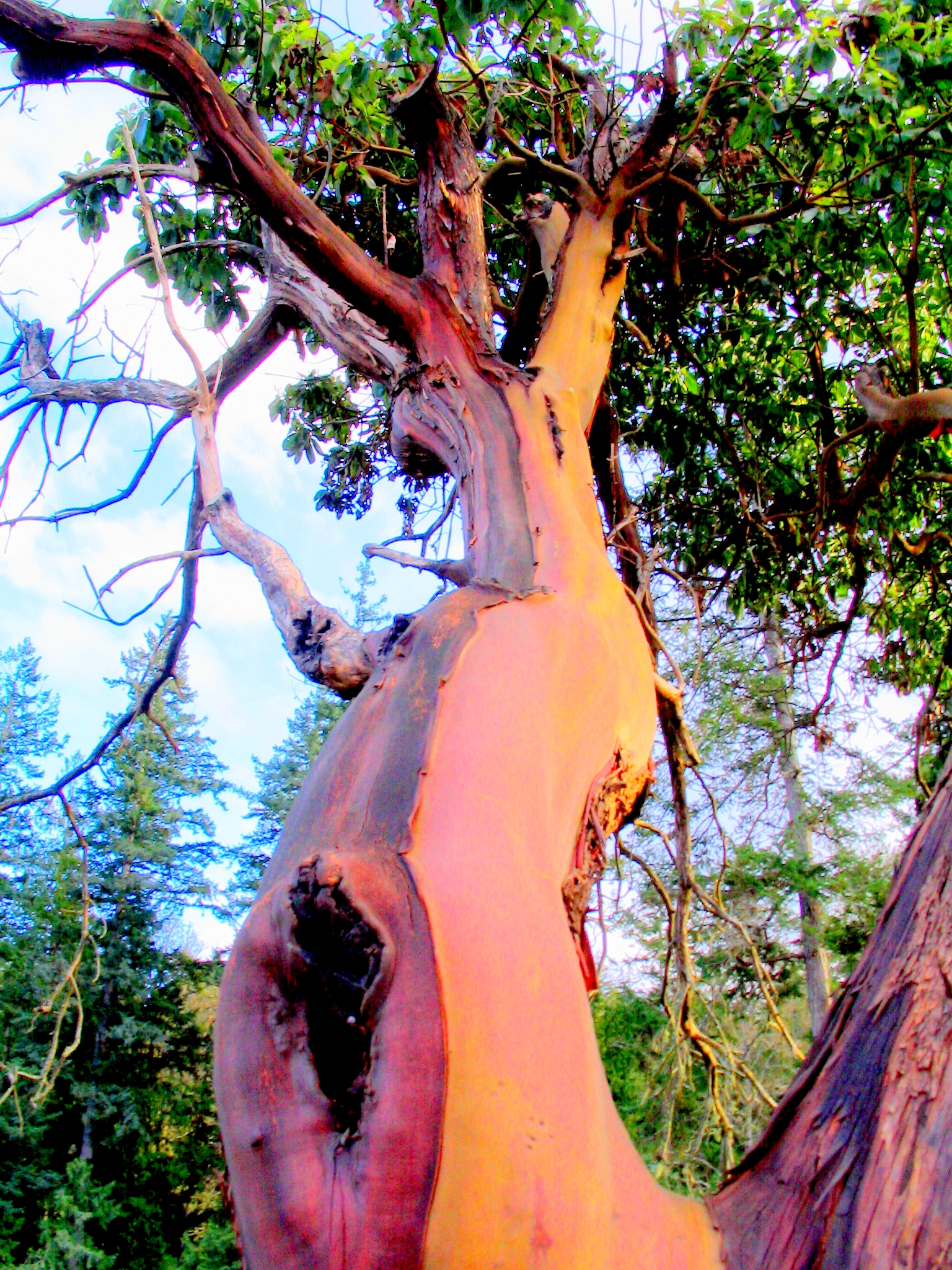
Kmen planiky drobnoplodé

Planika (Arbutus) je rod rostlin z čeledi vřesovcovité. Jsou to stálezelené stromy nebo keře s nápadně červenou borkou a jednoduchými, střídavými, tuhými listy. Květy jsou pětičetné, uspořádané ve svazečcích nebo hroznech, plodem je bobule. Rod zahrnuje 12 druhů a je rozšířen v teplých oblastech Eurasie a Severní Ameriky. V Evropě rostou dva druhy, planika obecná a planika drobnoplodá. Do střední Evropy žádný z těchto druhů nezasahuje.
Plody planiky obecné jsou využívány jako ovoce a vyrábějí se z nich alkoholické nápoje. Planiky mají význam v medicíně a poskytují výhřevné dřevo. V subtropických oblastech jsou pěstovány jako okrasné dřeviny, v podmínkách střední Evropy však nejsou zimovzdorné.

## Popis
Planiky jsou vzpřímeně rostoucí, stálezelené stromy nebo keře s červenou nebo rezavě hnědou kůrou, odlupující se v tenkých plátech. Některé druhy mohou mít vlivem působení periodických požárů vegetace zduřenou bázi kmene.
Listy jsou jednoduché, kožovité, s vejčitou nebo eliptickou, celokrajnou nebo na okraji jemně či řídce zubatou čepelí.
Květy jsou oboupohlavné, pětičetné, uspořádané ve svazečcích nebo hroznech. Kalich je vytrvalý, složený z 5 na bázi srostlých lístků. Koruna je srostlá, smetanová až nažloutlá, baňkovitá. Tyčinek je 10, jsou volné a nevyčnívají z květů. Semeník obsahuje 5 komůrek a nese čnělku zakončenou hlavatou bliznou. Plodem je oranžově až tmavě červená, šťavnatá bobule, obsahující 1 až 5 semen. Plody jsou na povrchu pokryté kuželovitými výrůstky.

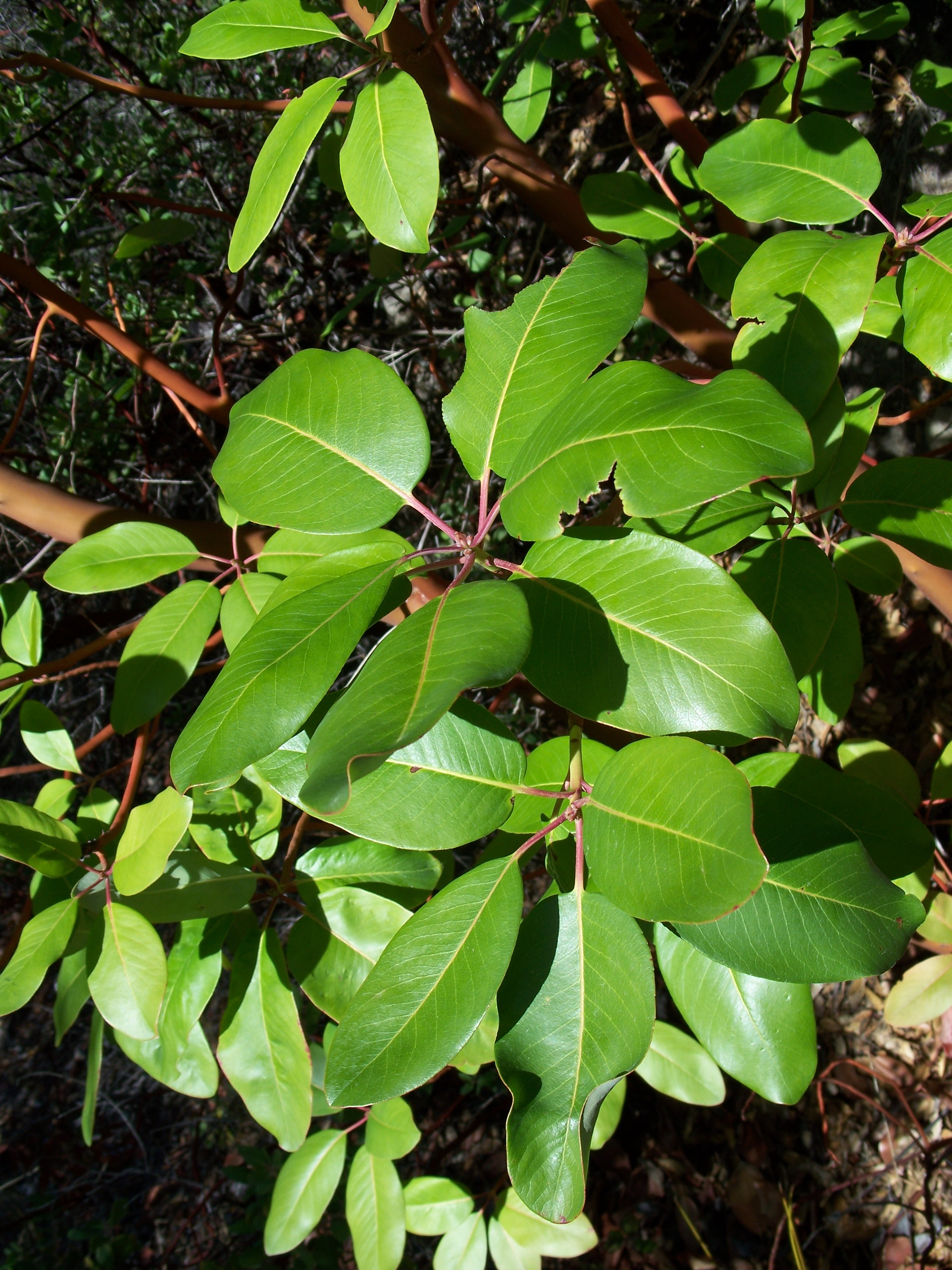
Listy planiky Menziesovy
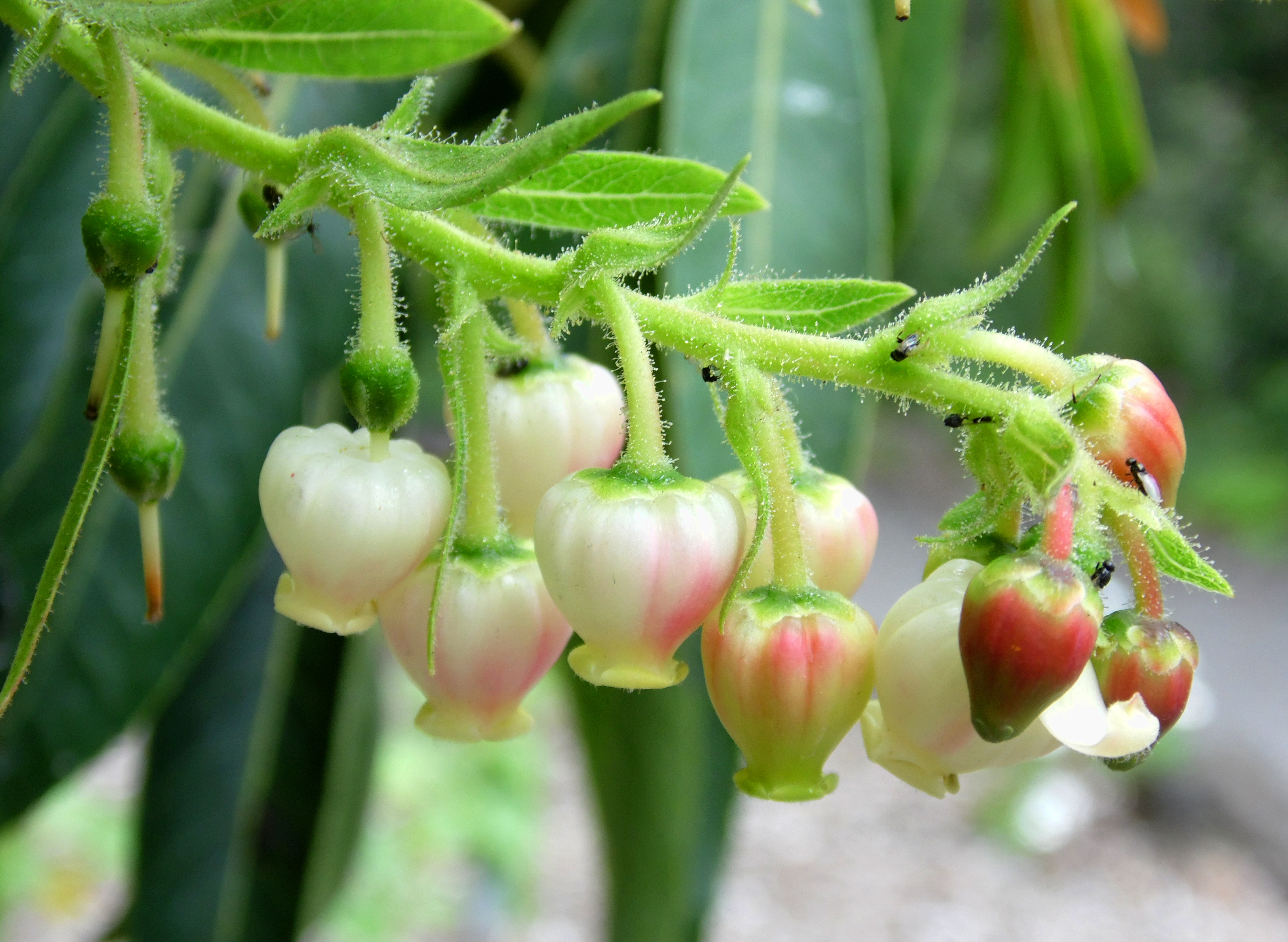
Detail květenství planiky kanárské
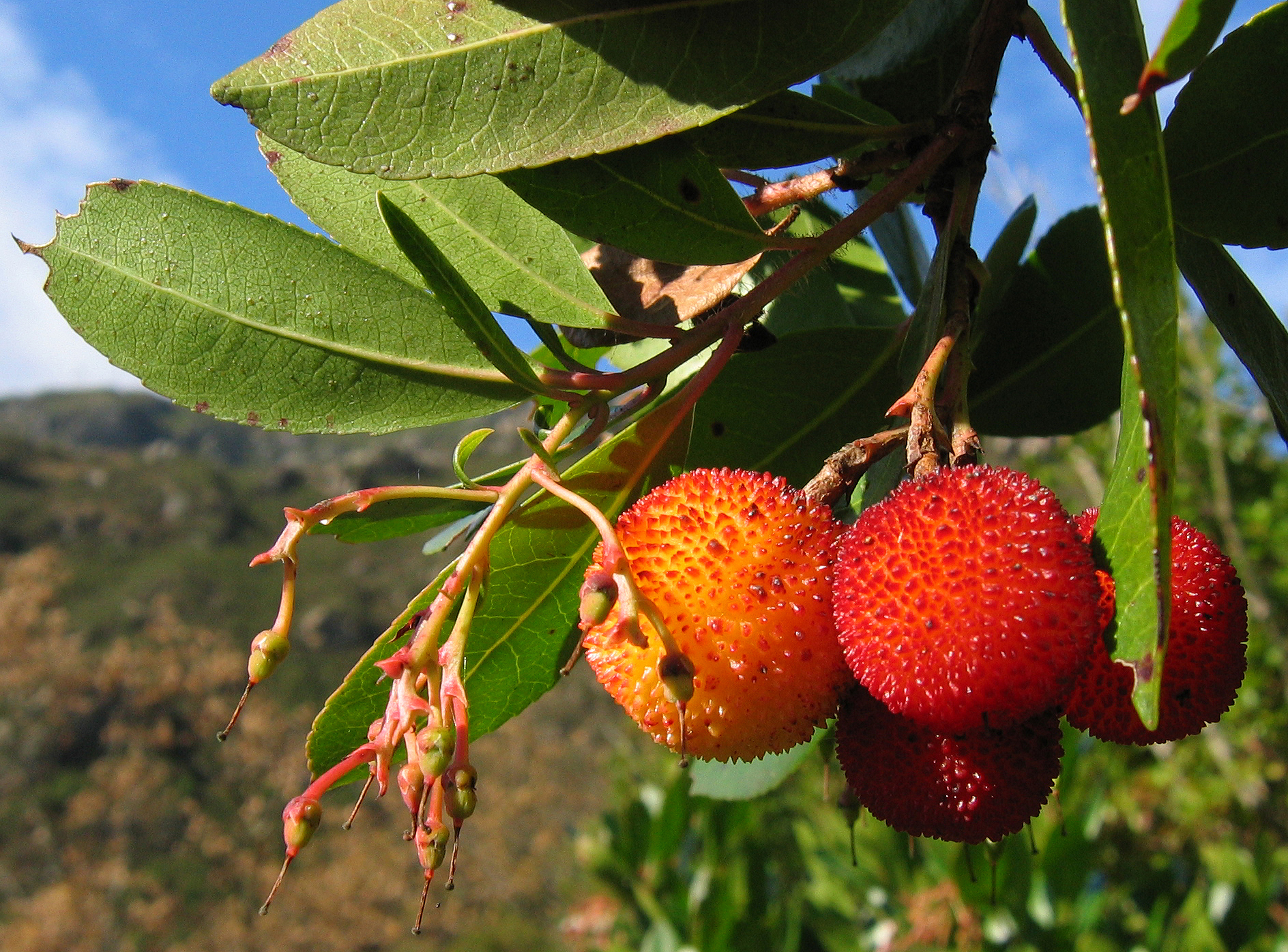
Plody planiky obecné

## Rozšíření
Rod planika zahrnuje 12 druhů. Je rozšířen ve Středomoří, západní Evropě, jihozápadní Asii, západních oblastech Severní Ameriky, Mexiku a Střední Americe. Centrum rozšíření je v Mexiku, kde roste 8 druhů, z toho 4 endemické. Planika kanárská je endemit Kanárských ostrovů, druh Arbutus pavarii je endemit Libye.
V Evropě rostou dva druhy. Planika obecná je rozšířena v celém Středomoří a některých částech západní Evropy (Francie, jihozápadní Irsko). Planika drobnoplodá se vyskytuje v jihovýchodní Evropě a na Krymu. Oba druhy rostou také v jihozápadní Asii. V Řecku, kde se areály obou druhů protínají, se vyskytuje i spontánní kříženec, planika rudokorá (A. x andrachnoides)
V Severní Americe rostou 3 druhy. Vyskytují se v západních a středojižních oblastech USA, pouze planika Menziesova zasahuje i do jihozápadní Kanady. Druh Arbutus xalapensis zasahuje jako jediný i do Střední Ameriky (Guatemala, Nikaragua, Honduras).

## Ekologické interakce

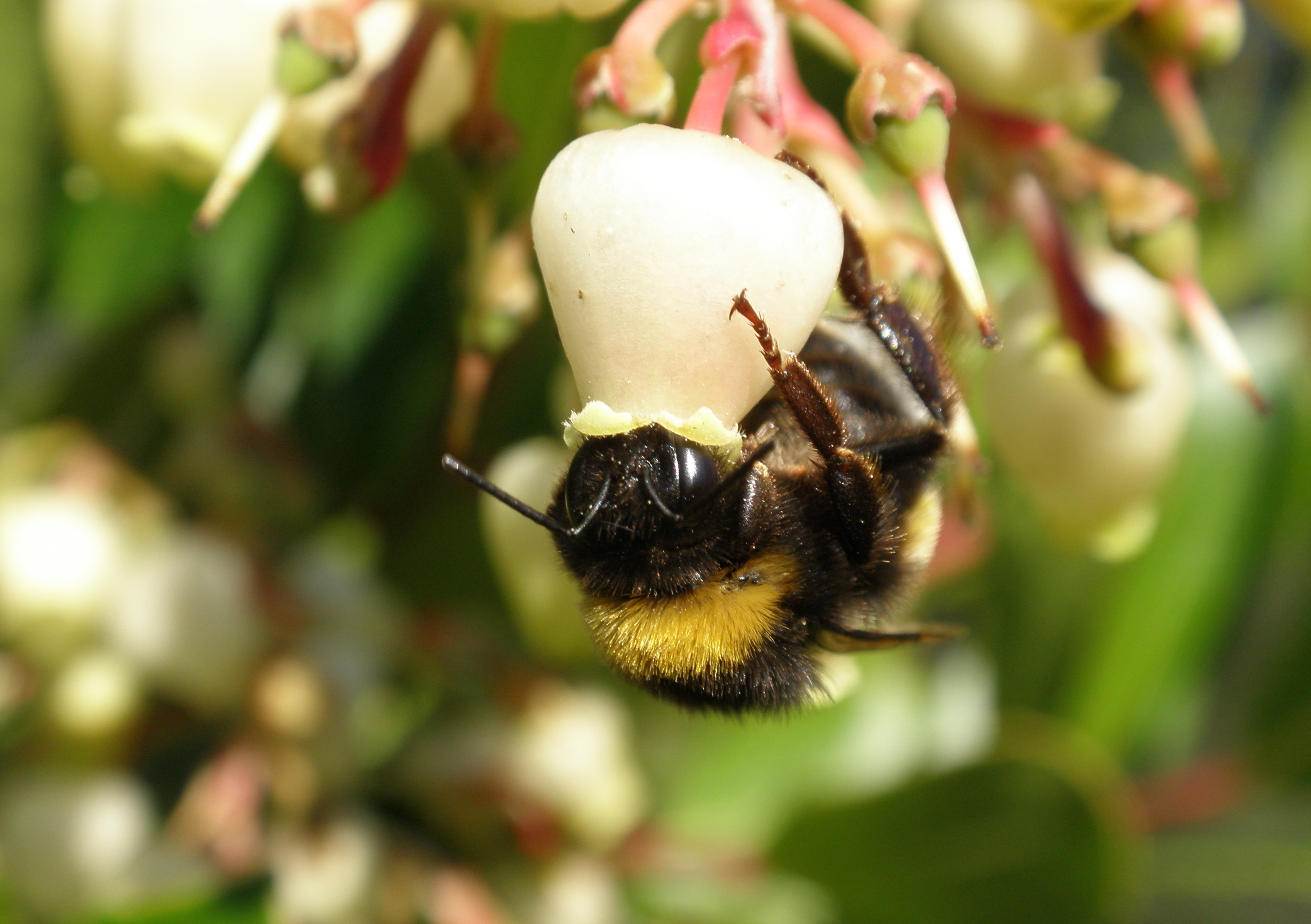
Čmelák opylující květy planiky obecné

Květy planiky Arbutus xalapensis (syn. A. peninsularis) jsou specializovány na opylování kolibříkem pruholícím (Hylocharis xantusi). V rámci rodu je uváděno také opylování netopýry.
Plody planik tvoří významnou součást potravy plodožravých ptáků, ve Středomoří např. drozda zpěvného a sojky obecné. Ve Středomoří je planika obecná živnou rostlinou housenek krásného babočkovitého motýla ostruháka jižního (Charaxes jasius). V Severní Americe poskytují planiky potravu housenkám lišaje Sphinx perelegans a řady druhů martináčů (Antheraea polyphemus, Citheronia splendens, Hyalophora euryalus, Hylesia continua, Saturnia mendocino, Saturnia pavonia a Saturnia walterorum).
Planiky jsou zajímavé tím, že mají dva odlišné způsoby růstu v závislosti na světelných podmínkách. Při dostatku světla rostou keřovitě a větví se sympodiálně, zatímco ve stinném prostředí mají monopodiální větvení a stromovitý růst s hlavním kmenem.

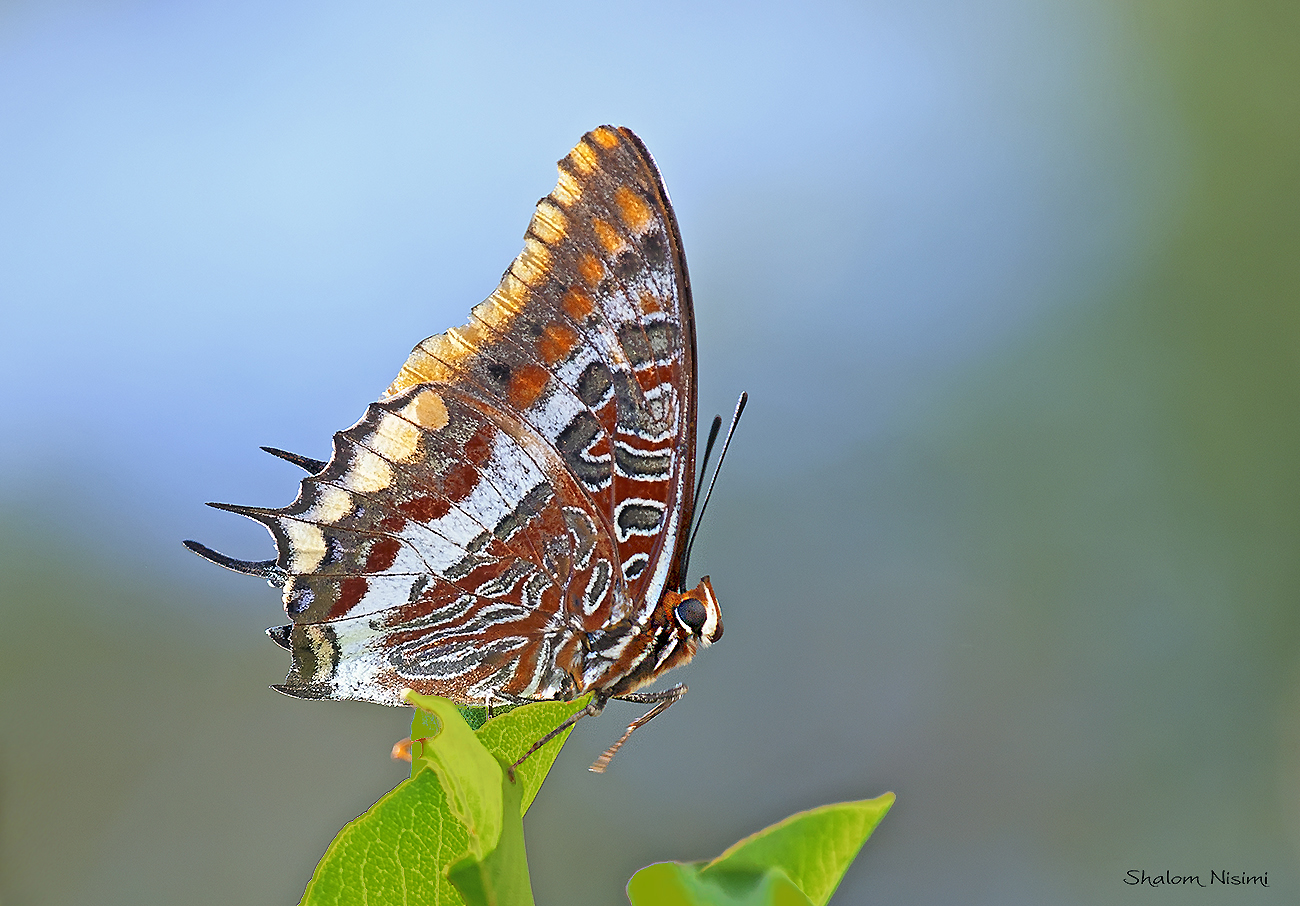
Ostruhák jižní (Charaxes jasius)
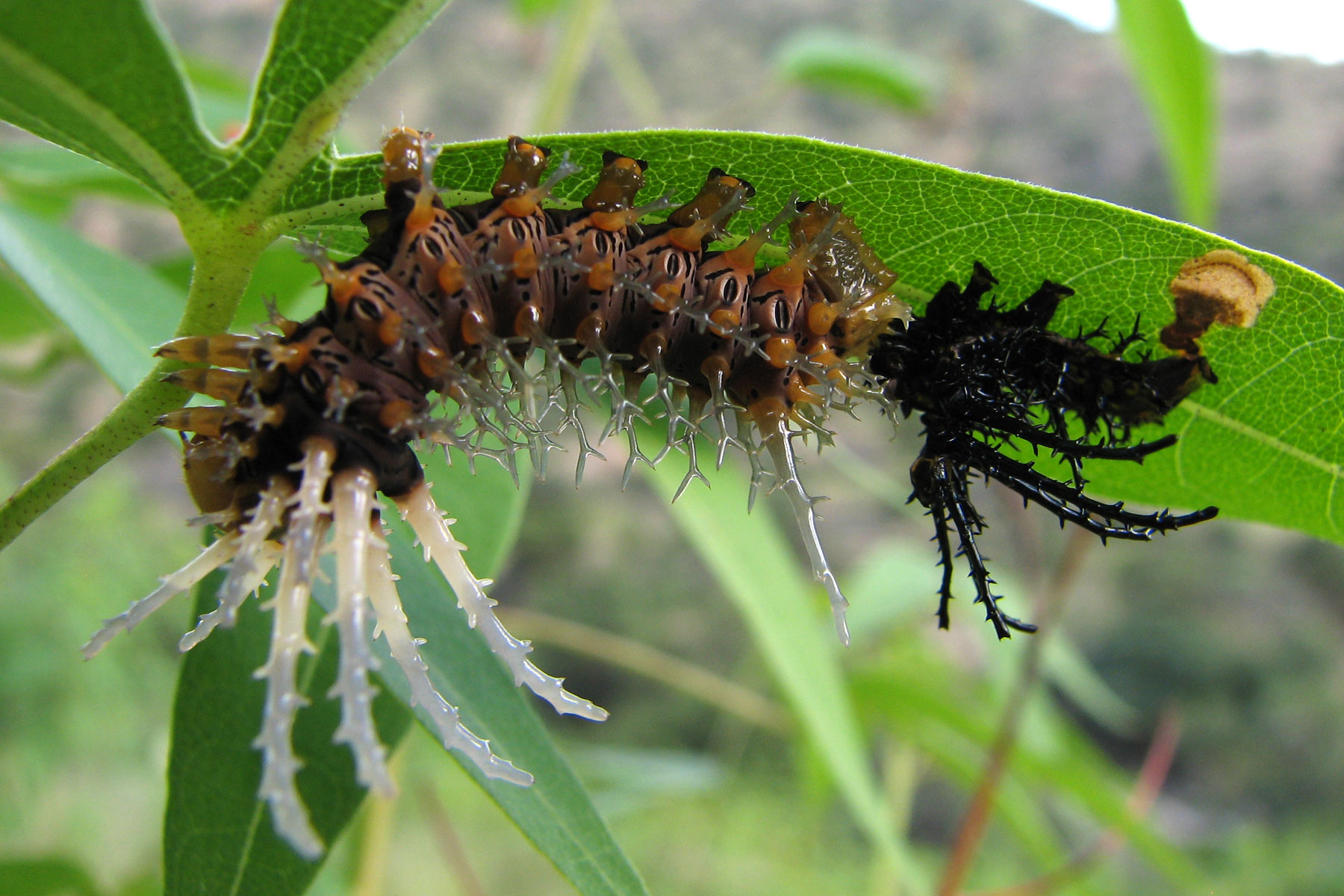
Housenka martináče Citheronia splendens

### Mykorhiza
Rod Arbutus má podobně jako rod Arctostaphylos a zástupci podčeledi Pyroloideae zvláštní typ mykorhizy, který byl popsán jako arbutoidní mykorhiza. Podílejí se na ní stopkovýtrusné houby. Jedná se v podstatě o endomykorhizu, která však vykazuje některé podobnosti s ektomykorhizou.

## Taxonomie
Rod Arbutus je v rámci čeledi Ericaceae řazen do podčeledi Arbutoideae. Výsledky fylogenetických studií ukazují, že rod není v současném pojetí monofyletický a americké druhy tvoří samostatnou vývojovou linii, představující bazální větev podčeledi Arbutoideae. V budoucnu budou pravděpodobně vyčleněny do nového rodu, tato změna taxonomie však dosud nebyla provedena.

## Zástupci
- planika arizonská (Arbutus arizonica)
- planika drobnoplodá (Arbutus andrachne)
- planika kanárská (Arbutus canariensis)
- planika Menziesova (Arbutus menziesii)
- planika obecná (Arbutus unedo)
- planika rudokorá (Arbutus x andrachnoides)[12]

## Význam
Planiky jsou ceněné subtropické okrasné dřeviny. Svrchní vrstva kůry kmene a větví se s přibývajícím věkem loupe a odkrývá hladkou, červeně zbarvenou vnitřní kůru. Ozdobné je i olistění, plody a květy. Mezi nejčastěji pěstované druhy náleží planika obecná, planika rudokorá a americká planika Menziesova. Rostliny preferují plné výsluní a vyžadují úživnou, dobře propustnou půdu. Planika Menziesova je kyselomilná. Množí se polovyzrálými řízky odebíranými v pozdním létě nebo podzimním výsevem.
Některé druhy mají význam v medicíně. Plody a listy planiky obecné a planiky drobnoplodé jsou využívány jako antiseptikum, diuretikum, antioxidant a laxativum, mají také antibiotické a svíravé účinky. Severoamerická planika Menziesova slouží jako emetikum, odvar z kůry je zevně používán na různé kožní neduhy a zranění. Planika obecná je také užívána ke snížení arteriální hypertenze.
Dřevo planik je velmi výhřevné a dlouho hoří. Jako stavební dřevo nemá význam, protože z něj nelze vyrobit rovné trámy. Vyrábí se z něj kvalitní dřevěné uhlí.

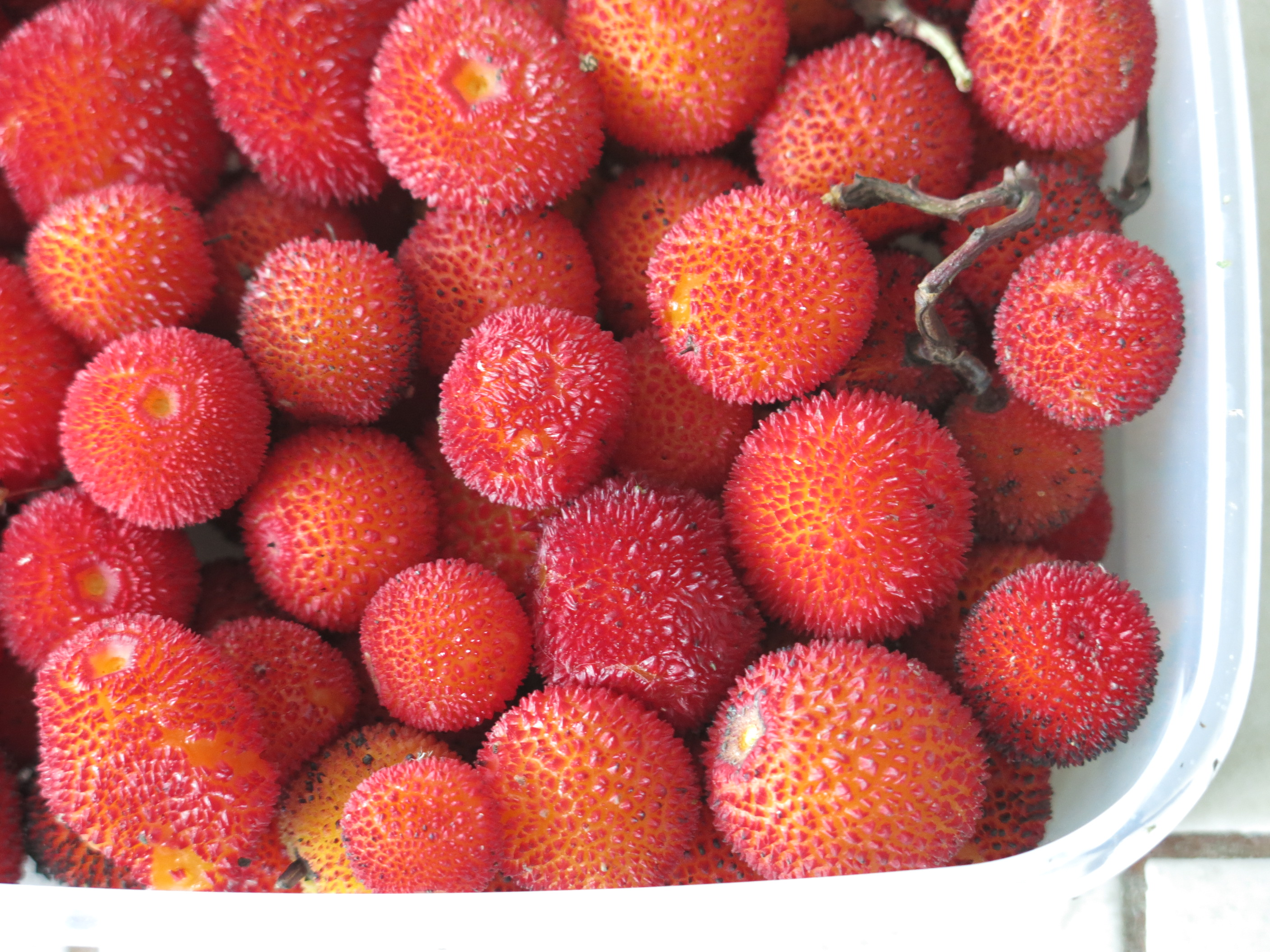
Sklizené plody planiky obecné
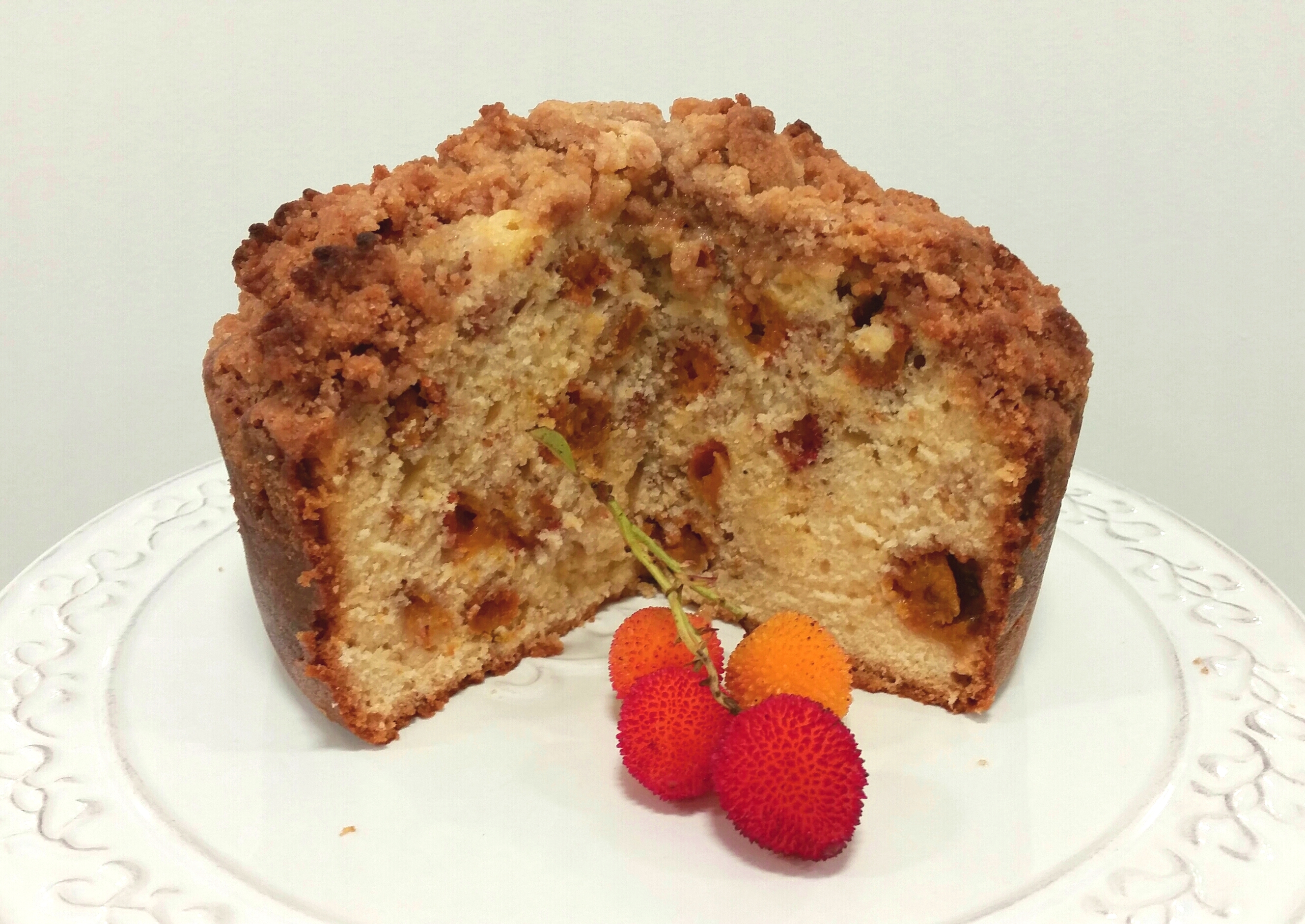
Zákusek s plody planiky obecné
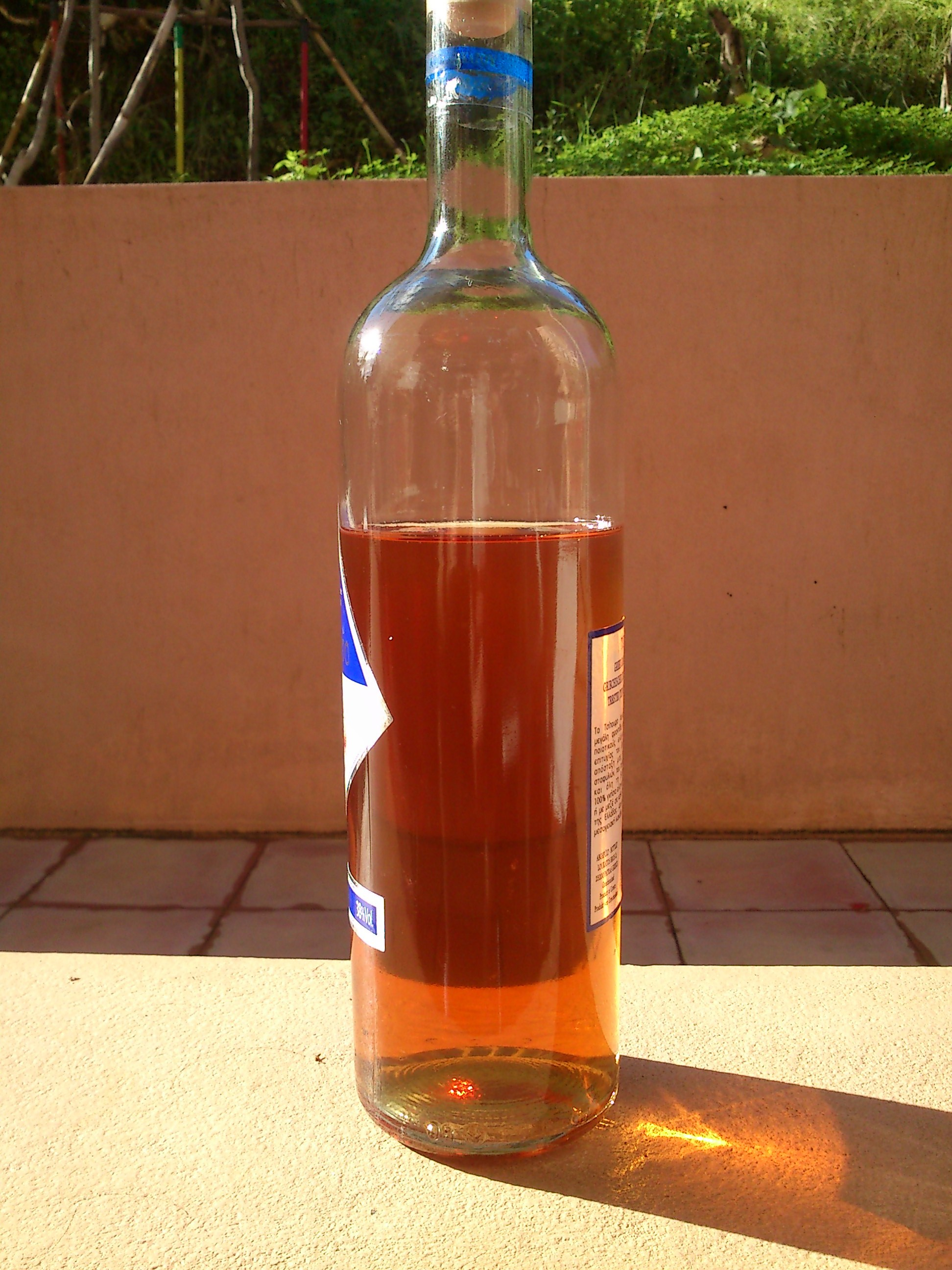
Řecký likér z plodů planiky

## Kulturní význam a mytologie
Severoamerické planiky jsou nazývány „Madrones“, podle španělského výrazu madroño. Evropské druhy jsou označovány jako „jahodové stromy“ podle podobnosti jejich plodů s jahody.
Planikový strom tvoří součást znaku (medvěd a jahodový strom) města Madrid ve Španělsku. V centru města na náměstí Puerta del Sol se nachází socha medvěda pojídajícího ovoce ze stromu Madroño (planika). Obraz se zobrazuje na znacích, symbolech města, taxi, poklopech, vchodech a v jiné městské infrastruktuře.
Triptych autora Hieronyma Bosche Zahrada pozemských rozkoší byl uváděn v inventářích španělské koruny jako „obraz s plody planiky“.
V irském folkloru je hon na bílou laň symbolem hledání moudrosti a staří Irové věřili, že by se posvátná srna mohla snad nacházet pod přístřeškem z planiky.

Planika ve znaku Madridu
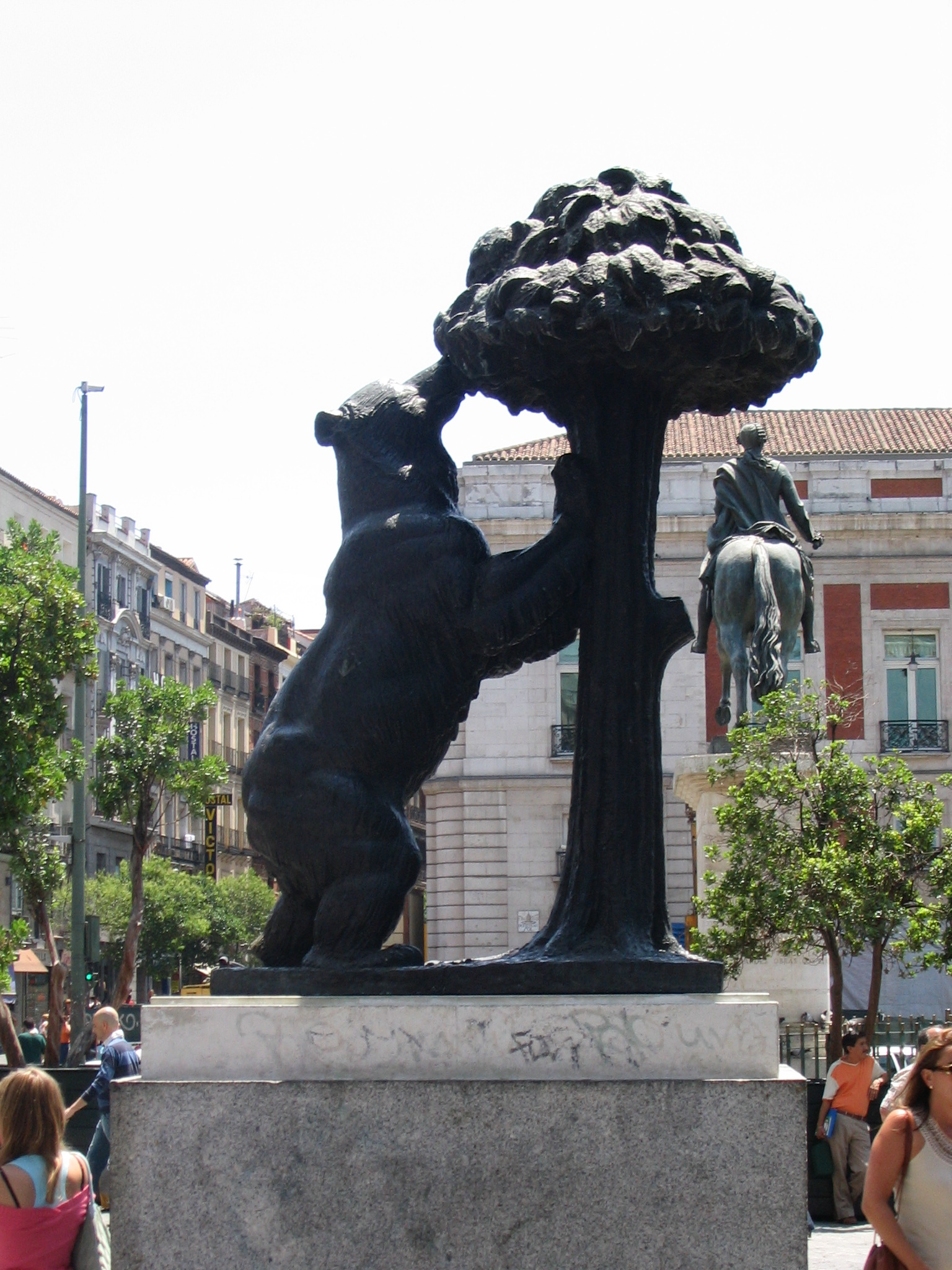
Medvěd s planikou na náměstí Puerta del Sol v Madridu
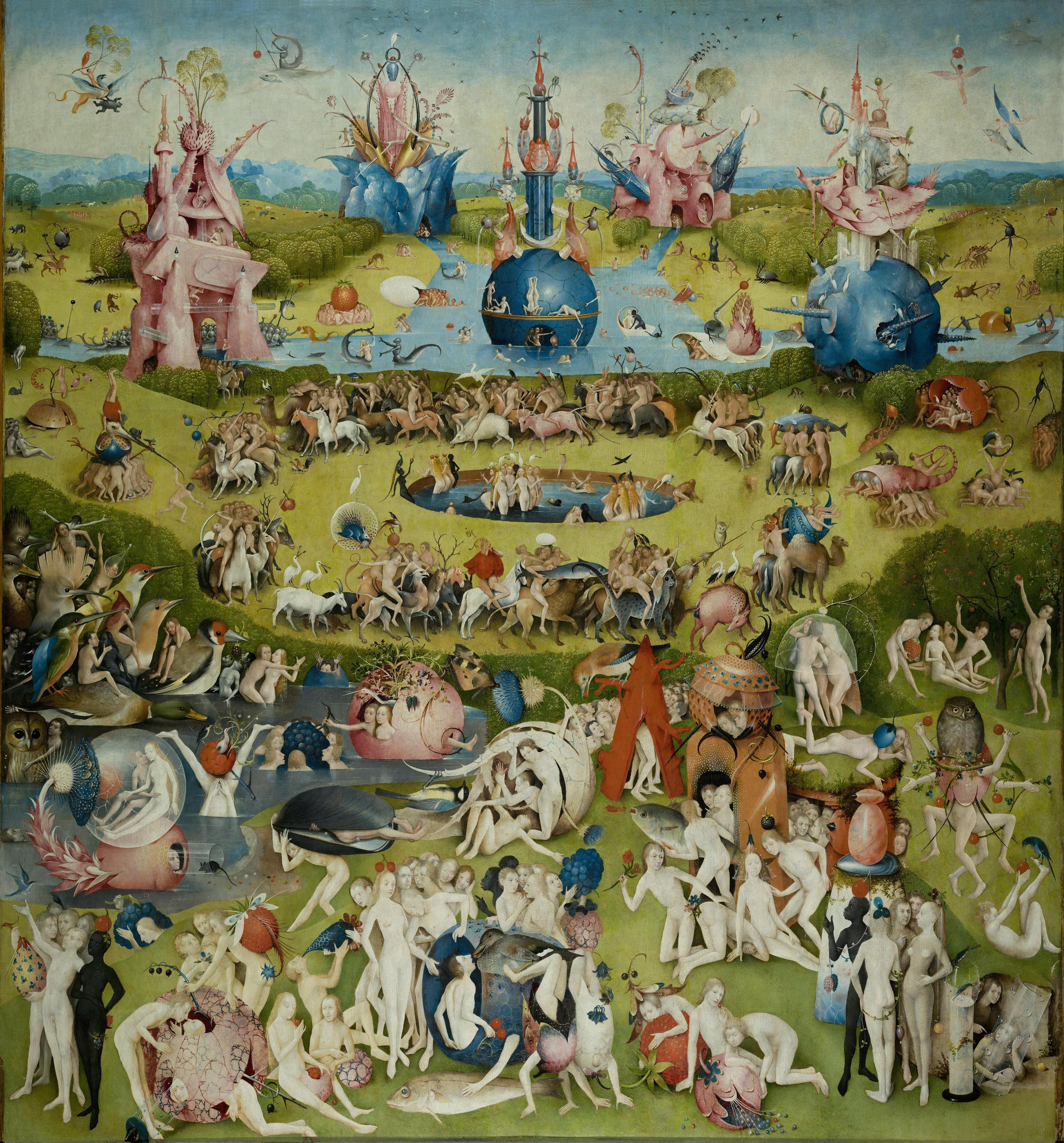
Hieronymus Bosch: Zahrada pozemských rozkoší
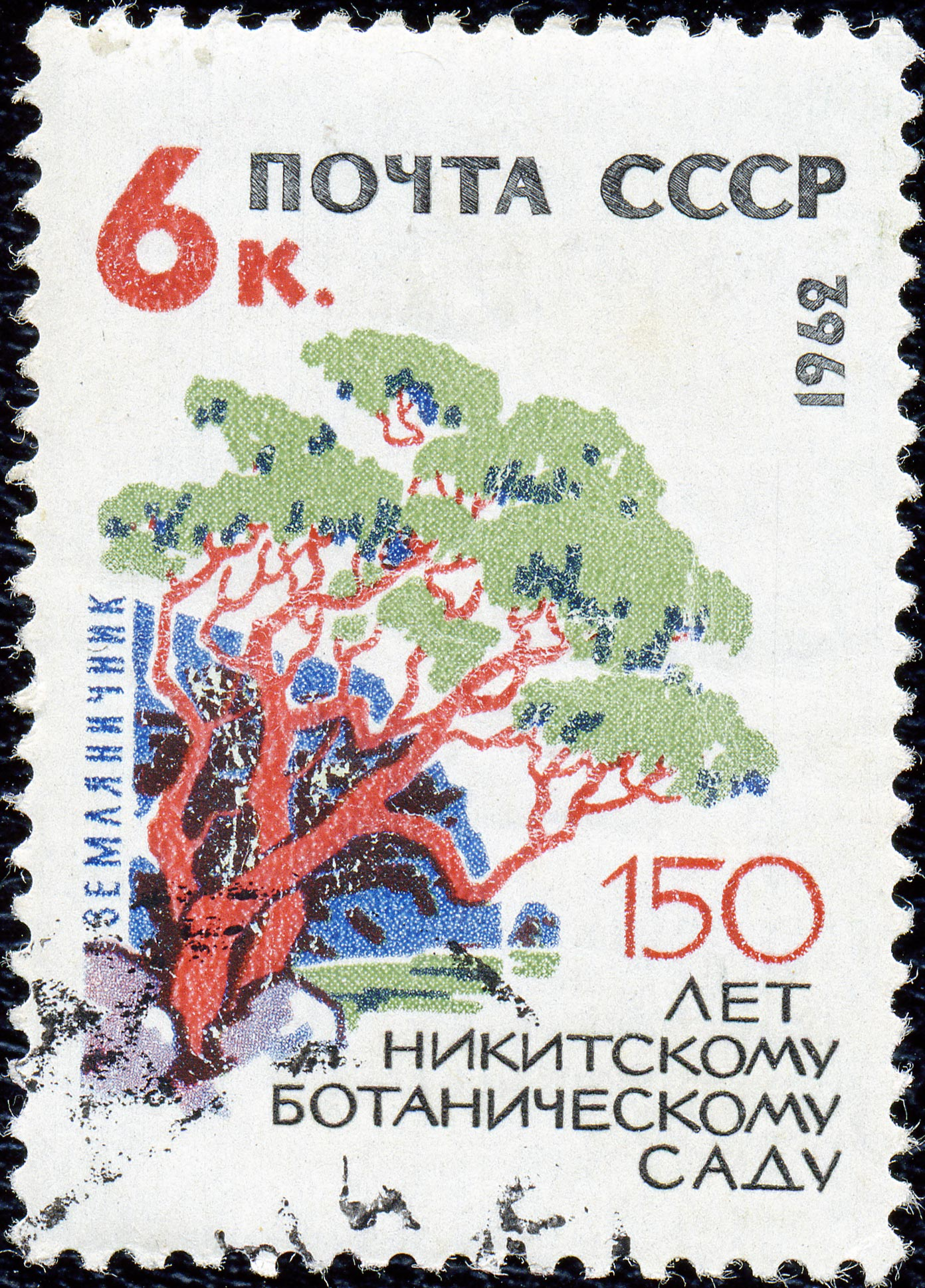
Planika na známce k 150letému výročí botanické zahrady, SSSR